# اولو کورپوریشن
اولو کورپوریشن (انگلیسی: Olo Corporation) شرکت خوشه‌ای آمریکایی است، که در سال ۲۰۰۵ تأسیس شد.